# Rupin Pass
Rupin Pass är ett bergspass i Indien.   Det ligger i distriktet Shimla och delstaten Himachal Pradesh, i den norra delen av landet, 300 km norr om huvudstaden New Delhi. Rupin Pass ligger 4 558 meter över havet.
Terrängen runt Rupin Pass är huvudsakligen bergig, men den allra närmaste omgivningen är kuperad. Runt Rupin Pass är det glesbefolkat, med 10 invånare per kvadratkilometer. Trakten runt Rupin Pass består i huvudsak av gräsmarker.